# Anita Stenberg
Anita Yvonne Stenberg (Drammen, 28 de agosto de 1992) é um desportista norueguesa que compete no ciclismo nas modalidades de pista e rota. Ganhou uma medalha de bronze no Campeonato Mundial de Ciclismo em Pista de 2020, na carreira por pontos.

## Medalheiro internacional
| Campeonato Mundial | Campeonato Mundial | Campeonato Mundial | Campeonato Mundial |
| Ano                | Lugar              | Medalha            | Competição         |
| ------------------ | ------------------ | ------------------ | ------------------ |
| 2020               | Berlim ( Alemanha) | Medalha de bronze  | Pontuação          |